# Oratorio del Rosario (Seneghe)
L'oratorio del Rosario  è un luogo di culto cattolico situato nel centro storico di Seneghe, in corso Umberto, adiacente alla chiesa parrocchiale di Santa Maria Immacolata. È sede dell'omonima confraternita.
L'oratorio venne edificato a partire dal 1647, utilizzando pietra locale. La facciata, timpanata e con conci a vista, presenta paraste laterali e portale architravato sormontato da un arco a tutto sesto. Sul lato posteriore sinistro si erge il piccolo campanile, una torre a pianta quadrata di circa dieci metri di altezza.  Interventi di ristrutturazione vennero eseguiti durante nell'Ottocento durante i quali avvenne anche la sostituzione dell'altare con quello in marmo tuttora presente.
L'oratorio conserva un dipinto, eseguito sulla volta, opera del pittore ligure Giovanni Dancardi che operò a Sassari durante la seconda metà del diciannovesimo secolo.